# Wylye
Wylye è un villaggio e una parrocchia civile della contea del South Wiltshire situato nel Sud Ovest dell'Inghilterra, Regno Unito.

## Geografia

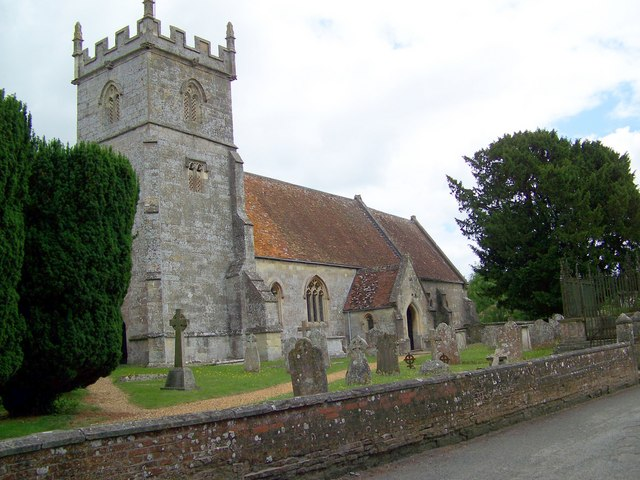
Chiesa della Santa Vergine Maria

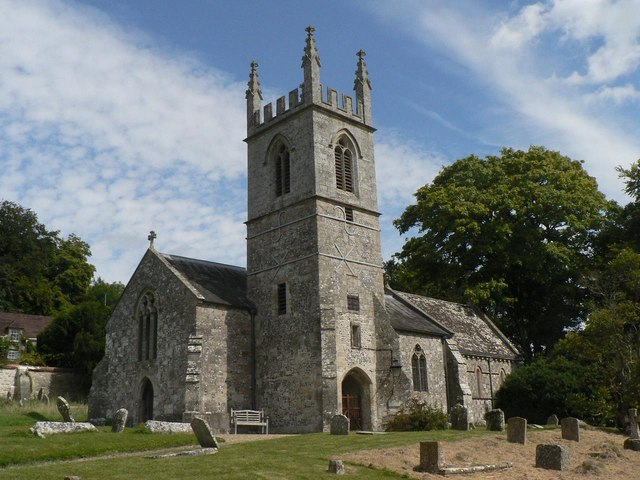
Chiesa di San Nicola a Fisherton de la Mere

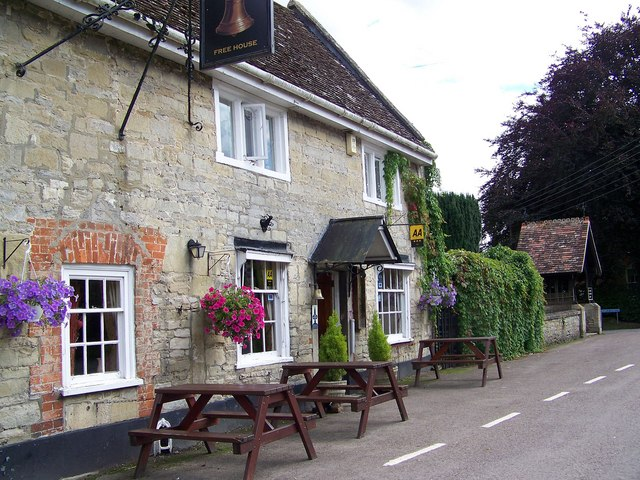
Bell Inn

Il villaggio di Wylye si trova a metà strada tra Salisbury e Warminster, a circa 15 km da entrambi. Il territorio si estende da nord a sud attraverso la valle di Wylye con il fiume che scorre da ovest a est al centro e comprende gli abitati di Wylye e di Deptford. I confini di Wylye furono definiti intorno al 940 e col tempo sono poco cambiati. Per gran parte della sua lunghezza il confine attraversa la pianura ma all'estremo sud è segnato da un antico fossato, a sud-est attraversa un terrapieno preistorico e segue un antico sentiero. Al centro il fiume è il confine con Steeple Langford e per un breve tratto lo è stato con Fisherton de la Mere. Sono frequenti gli affioramenti di gesso, all'estremo sud vi sono depositi di argilla con selci e al centro vi sono ampie fasce di ghiaia e zone alluvioni. Le colline di gesso raggiungono i 198 metri di altezza a sud-est e 163 metri sul confine nord. Dove scorre il fiume Wylye, un affluente del fiume Avon è sotto i 70 metri. Sebbene siano interrotte da avvallamenti le colline sia a nord che a sud hanno un po' di terreno pianeggiante.

## Storia
Nel territorio sono stati trovati manufatti del periodo mesolitico e neolitico e dell'età del bronzo e ci sono tumuli sulle colline di Wylye e Deptford. A sud gli anelli di Bilbury e, sul confine sud-orientale, l'anello di Church End sono insediamenti dell'età del ferro che rimasero in uso anche nel periodo romano. Il suo nome suggerisce che Wylye fu uno dei primi insediamenti nella valle omonima e che presumibilmente ebbe origine dove si trova la chiesa. Altri insediamenti erano ia breve distanza. Le prime terre della zona furono assegnate ad affittuari forse prima del 940, ed erano nella parte occidentale. Attorno al XVI secolo le fonti spiegano che erano occupate da caseggiati costruiti sulla linea della recente High Street. Le terre assegnate in seguito erano a est e le prove suggeriscono che alcuni caseggiati fossero sulla linea di Sheepwash Lane. Anche nel XVII secolo furono costruite altre fattorie. Verso la metà del XVIII secolo l'insediamento si era esteso a ovest di Fore Street fino a Teapot Street, e lì erano state costruite delle casette sui terreni incolti e più a ovest a Town's End. Il villaggio di Wylye aveva più terra della maggior parte degli altri villaggi nella valle di Wylye e due distinti gruppi di campi aperti. Parte della pianura di Wylye iniziò ad essere arata dal XVIII secolo, come parte di quella di Deptford, o quest'ultima forse più tardi. Già dal 940 a Wylye furono assegnati diritti limitati per prendere legname dalla foresta di Grovely (che fu disboscata nel 1300) e altrove il che suggerisce che allora aveva pochi boschi di sua proprietà. Nel 1086 Wylye aveva solo 10 acri di bosco ceduo e Deptford nessun bosco. Il fiume Wylye è stato a lungo sfruttato dai pescatori e alla fine del XV secolo o all'inizio del XVI secolo su un'isola al suo interno vi erano allevati cigni. Nel 1856 il territorio fu interessato dal passaggio di una linea ferroviaria con una stazione a ovest di Dinton Road e nuovi binari vennero aggiunti durante la prima guerra mondiale. La stazione fu chiusa nel 1955. L'intero villaggio fu designato area protetta nel 1975. 

## Monumenti e luoghi d'interesse
Nel territorio di Wylye sono presenti vari edifici e punti di interesse. L'architettura locale è caratterizzata da alcuni edifici risalenti anche al XVII e XVIII secolo, con tipica copertura di paglia. 
- Chiesa della Santa Vergine Maria. Si trova nell'abitato di Wylye, risale al XIII secolo e dal 23 marzo  1960 è considerata un monumento classificato di seconda categoria.[4]
- Chiesa di San Nicola. Si trova nel territorio di Fisherton de la Mere, risale al XIV secolo e dal 23 marzo  1960 è considerata un monumento classificato di seconda categoria.[5]
- Bell Inn. Locale pubblico in edificio storico che dal 23 marzo 1960 è considerato un monumento classificato di seconda categoria.[6]